# Anthony Harvey
Anthony Harvey (Londres, 3 de juny de 1931 - Water Mill, 23 de novembre de 2017) fou un muntador i director de cinema anglès.

## Biografia
Harvey surt als crèdits de quinze pel·lícules com a muntador, destacant I'm All Right, Jack de John Boulting, The L-Shaped Room i The Whisperers de Bryan Forbes, Lolita i Dr. Strangelove de Stanley Kubrick, i The Spy Who Came in from the Cold de Martin Ritt, i n'ha dirigit tretze. També va sortir a la pel·lícula de 1945 Caesar i Cleopatra. La segona pel·lícula que Harvey va dirigir, The Lion in Winter (1968), va guanyar un Directors Guild of America Award i una nominació per l'Oscar al millor director.

## Filmografia[2]

### Com a director
- 1967: Dutchman
- 1968: The Lion in Winter
- 1971: El detectiu i la doctora (They Might Be Giants)
- 1973: The Glass Menagerie (TV)
- 1974: L'abdicació (The Abdication))
- 1976: The Disappearance of Aimee (TV)
- 1979: Players
- 1979: Eagle's Wing
- 1980: Richard's Things
- 1983: Svengali (TV)
- 1985: Grace Quigley
- 1994: This Can't Be Love (TV)

### Com a muntador
- 1956: Private's Progress
- 1956: On Such a Night
- 1957: Brothers in Law
- 1958: Happy Is the Bride
- 1958: Tread Softly Stranger
- 1959: Carlton-Browne of the F.O.
- 1959: I'm All Right Jack
- 1960: The Angry Silence
- 1960: The Millionairess
- 1962: Lolita
- 1962: L'habitació en forma d'ela (The L-Shaped Room)
- 1964: Doctor Strangelove (Dr. Strangelove or: How I Learned to Stop Worrying and Love the Bomb)
- 1965: The Spy Who Came in from the Cold
- 1967: Dutchman
- 1967: The Whisperers

## Premis i nominacions

### Nominacions
- 1967: Lleó d'Or per Dutchman
- 1969: Oscar al millor director per The Lion in Winter
- 1969: Globus d'Or al millor director per The Lion in Winter
- 1980: Lleó d'Or per Richard's Things